# Cerium-142
Cerium-142 of 142Ce is een stabiele isotoop van cerium, een lanthanide. Het is een van de vier stabiele isotopen van het element, naast cerium-136, -138 en -140.  De abundantie op Aarde bedraagt 11,114%. 
Cerium-142 ontstaat onder meer bij het radioactief verval van lanthaan-142, praseodymium-142 en neodymium-146.
{\displaystyle {\ce {{^{142}_{57}La}->{^{142}_{58}Ce}+{e^{-}}+{\bar {\nu }}_{e}}}}
{\displaystyle {\ce {{^{142}_{59}Pr}->{^{142}_{60}Nd}+{e^{-}}+{\bar {\nu }}_{e}}}}
{\displaystyle {\ce {{^{146}_{60}Nd}->{^{142}_{58}Ce}+\,_{2}^{4}\alpha }}}
De isotoop wordt ervan verdacht via een dubbel bètaverval te vervallen tot de stabiele isotoop neodymium-142 of door alfaverval tot barium-138. Cerium-142 bezit echter een halfwaardetijd die vele malen groter is dan de leeftijd van het universum en derhalve kan de isotoop als stabiel beschouwd worden.
{\displaystyle {\ce {{^{142}_{58}Ce}->{^{142}_{59}Pr}+{e^{-}}+{\bar {\nu }}_{e}}}}
{\displaystyle {\ce {{^{142}_{59}Pr}->{^{142}_{60}Nd}+{e^{-}}+{\bar {\nu }}_{e}}}}
 
{\displaystyle {\ce {{^{142}_{58}Ce}->{^{138}_{56}Ba}+\,_{2}^{4}\alpha }}}
119Ce · 120Ce · 121Ce · 122Ce · 123Ce · 124Ce · 125Ce · 126Ce · 127Ce · 128Ce · 129Ce · 130Ce · 130mCe · 131Ce · 131mCe · 132Ce · 132mCe · 133Ce · 133mCe · 134Ce · 135Ce · 135mCe · 136Ce · 136mCe · 137Ce · 137mCe · 138Ce · 138mCe · 139Ce · 139mCe · 140Ce · 140mCe · 141Ce · 142Ce · 143Ce · 144Ce · 145Ce · 146Ce · 147Ce · 148Ce · 149Ce · 150Ce · 151Ce · 152Ce · 153Ce · 154Ce · 155Ce · 156Ce · 157Ce · 158Ce